# 阿尔阿布拉回教堂
1°16′49″N 103°50′50″E / 1.28028°N 103.84722°E

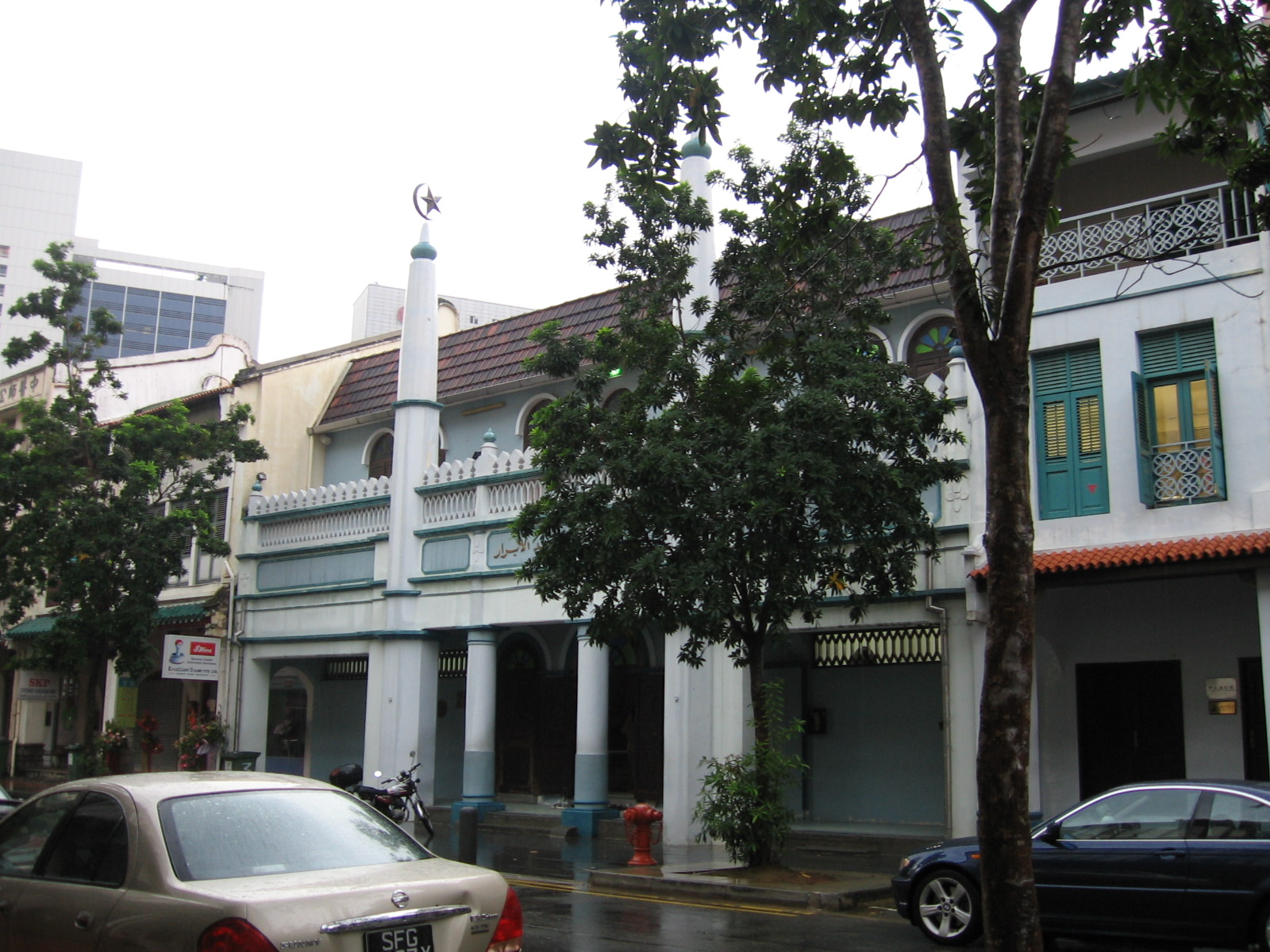
阿尔阿布拉回教堂

阿尔阿布拉回教堂（马来语 Masjid Al-Abrar）是新加坡最古老的清真寺之一，位于牛车水区心脏的直落亚逸街。 

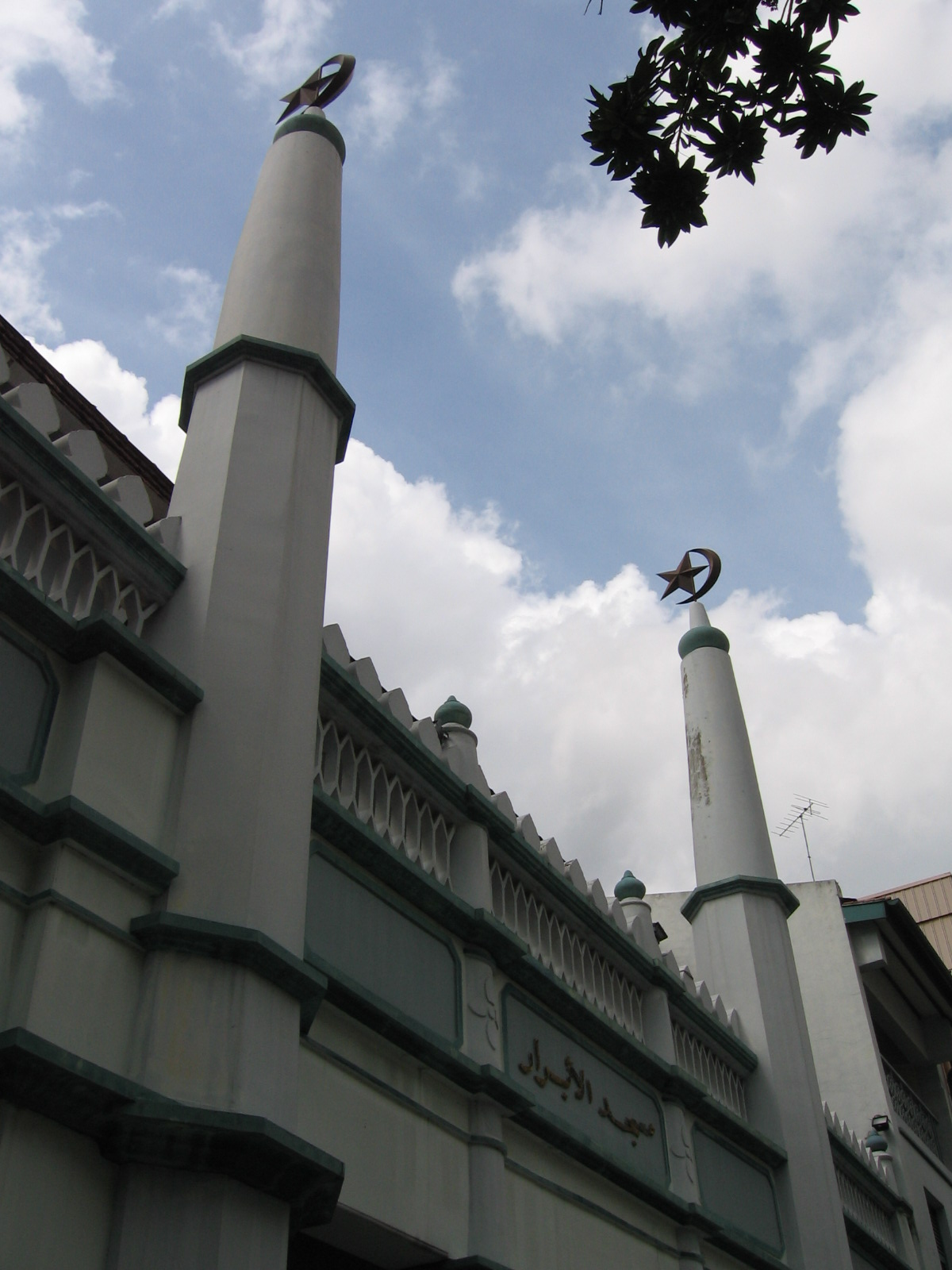
立面

1974年11月29日，阿尔阿布拉回教堂列为新加坡国家古迹。